# Phlomis sieberi
Phlomis sieberi là một loài thực vật có hoa trong họ Hoa môi. Loài này được Vierh. miêu tả khoa học đầu tiên năm 1915.